# 中国植物学会
中国植物学会（BSC）隶属于中国科学技术协会，是由中华人民共和国植物学科技工作者组成的学术组织。

## 历史
1933年8月，中国科学社第十八次年会在重庆北碚召开。在此次大会上，19位中国植物学家发起成立了中国植物学会。这19人分别是胡先骕、辛树帜、李继侗、张景钺、裴鉴、李良庆、严楚江、钱天鹤、董爽秋、叶雅各、秦仁昌、钱崇澍、陈焕镛、钟心煊、刘慎谔、吴韫珍、陈嵘、张珽、林镕。8月20日，中国植物学会在北碚的中国西部科学院召开成立大会，通过学会章程并成立《中国植物学杂志》，胡先骕任总编辑。
抗日战争及第二次国共内战的13年里学会活动减少，随后恢复。1966年后，因文化大革命学会活动被中断12年，1978年再恢复活动。至2018年中国植物学会拥有近15000名会员。除港澳台外，全国31个省、市、自治区均成立了植物学会。

## 历届理事长
- 第一届：--
- 第二届：胡先驌
- 第三届：陈焕镛
- 第四届：戴芳澜
- 第五届：张景钺
- 第六届：钱崇澍
- 第七届：钱崇澍
- 第八届：汤佩松
- 第九届：汤佩松
- 第十届：王伏雄
- 第十一届：张新时
- 第十二届：匡廷云
- 第十三届：韩兴国
- 第十四届：洪德元
- 第十五届：武维华
- 第十六届：种康[2]

## 出版物
期刊：
- 《植物学报》
- 《植物分类学报》
- 《植物学通报》
- 《植物生态学报》
- 《生命世界》
- 《生物学通报》